# Ilona Esterházy
Dans le nom hongrois Esterházy Ilona, le nom de famille précède le prénom, mais cet article utilise l’ordre habituel en français Ilona Esterházy, où le prénom précède le nom.
Ilona Esterházy, née à Kolozsvár dans le Royaume de Hongrie en Autriche-Hongrie le 18 mai 1908 et morte à Budapest le 19 janvier 1990, était une actrice hongroise.

## Biographie
Elle fut diplômée de l'École supérieure d'art dramatique. Elle joua au  Teatro Renaissance et au théâtre de la Gaieté de Budapest.

## Filmographie
- 1935 : Tatranská romance
- 1936 : Pókháló
- 1938 : Két fogoly